# Invierno del descontento
Con el término «invierno del descontento» se conoce el invierno de 1978-1979 en el Reino Unido, época en la que hubo huelgas generalizadas de los sindicatos del sector público exigiendo incrementos salariales más elevados. El gobierno laborista dirigido por James Callaghan había implantado límites a las subidas salariales, pese a la oposición de la central sindical Trades Union Congress, para intentar controlar la inflación durante el invierno más frío vivido en el país en 16 años.
Las huelgas fueron la respuesta al intento del gobierno laborista de controlar la inflación imponiendo normas al sector público para que los aumentos salariales se mantuvieran por debajo del 5 %, tratando así de controlar la inflación y dar ejemplo para el sector privado. Sin embargo, algunos sindicatos llevaron a cabo sus negociaciones dentro de límites mutuamente acordados por encima de ese 5 % con los empleadores. Aunque las huelgas habían terminado en gran medida en febrero de 1979, la incapacidad del gobierno para contenerlas anteriormente contribuyó a la victoria conservadora de Margaret Thatcher en las elecciones generales del Reino Unido de 1979 y a la posterior aprobación de normas para restringir la actividad de los sindicatos. Las acciones de huelga de los empleados del sector público incluyeron una huelga no oficial de los sepultureros que trabajaban en Liverpool y Tameside, y huelgas de los basureros. Además, los trabajadores auxiliares del NHS formaron piquetes para bloquear las entradas de los hospitales, provocando que muchos hospitales únicamente pudieran tratar a pacientes de emergencias.
La frase "Invierno del descontento" procede del íncipit de la obra Ricardo III de William Shakespeare y fue empleada para denominar la situación por los tabloides británicos, entre los que se encontraba The Sun.
El clima se tornó muy frío en los primeros meses de 1979 con ventiscas y nevadas, el invierno más frío desde el de 1962-63. El duro clima hizo que algunos trabajos fueran imposibles, reduciendo el gasto en ventas minoristas y empeorando la economía.